# Nationaal Zwemcentrum de Tongelreep
Het Nationaal Zwemcentrum de Tongelreep is een complex van zwembaden, gelegen in het Nederlandse Eindhoven. Het bestaat uit een 25-meterbad, reactiveringsbad, instructiebad en een aantal wedstrijd-/oefenbaden die zich in het Pieter van den Hoogenband Zwemstadion bevinden. Een van de baden is een Olympisch wedstrijdbad. In dit complex is het mogelijk om zwem- en bewegingslessen te volgen en baantjes te zwemmen. Het tropisch golfslagbad en buitenbad zijn in 2016 gesloten. Het Nationaal Zwemcentrum ontleent zijn naam aan de nabijgelegen rivier de Tongelreep.

## Recreatie
Het grootste deel van het zwemcentrum is het recreatieve deel, dat nu is gesloten. Dit deel bestond uit een overdekt binnengebied en meerdere baden buiten in de open lucht.
Het binnengebied bestond voornamelijk uit het golfslagbad. Het bevatte meerdere waterglijbanen, whirlpools en een stroomversnelling. Het golfslagbad had ook een uitzwembad, waar mensen naar buiten konden gaan zonder het water te verlaten. Daarnaast bevonden zich in het overdekte deel een aantal ondiepe badjes voor kleine kinderen. Voor ontspanning was er een zonneweide, en ook Turkse stoombaden en bubbelbaden met verschillende geuren. Er was een kleine cafetaria waar gefrituurde snacks en andere kleine hapjes konden worden gekocht.
De oudste glijbaan van het golfslagbad werd meestal simpelweg de 'gele glijbaan' genoemd vanwege de kleur, en was van het 'tube 1200'-type met een halfopen buis en veel draai- en kronkelbewegingen. De familieglijbaan was breed en plat en liep recht naar beneden, en kon door meerdere personen tegelijk gebruikt worden. Recenter was de Turbotol, een vliegende schotel-achtige glijbaan waarin mensen na een beginstuk door een buis uitkwamen in een grote holle 'tol', waarin men vrij kon rondglijden totdat de snelheid afnam en men door een gat in het midden uit de glijbaan viel. Ten slotte was er de Suisbuis, die bestond uit een volledig overdekte donkere buis zonder bochten en vooral was gebouwd op snelheid.
Het buitenbad was meestal alleen bij warm weer geopend, en bestond uit vier met elkaar verbonden baden van verschillende diepte, waarin zich in het midden een overdekt paviljoen bevond dat met bruggen vanaf de kant te bereiken was. Er waren tevens vier glijbanen aanwezig: twee groene familieglijbanen en twee gele kronkelglijbanen. Er was ook een groot grasveld aanwezig waar gezonnebaad kan worden.
Op 6 september 2016 werd dit recreatieve deel gesloten.

## Pieter van den Hoogenband Zwemstadion
Het Pieter van den Hoogenband Zwemstadion werd geopend in 2006 en verving het verouderde 50-meterwedstrijdbad. Het beschikt over diverse baden zoals een 10-baans 50-meterwedstrijdbassin, een 20×25-meterspringbassin en een 4-baans 50-metertrainingsbassin. Het trainingsbassin is uitgerust met een zogenaamd Vision training system. Dit systeem maakt door middel van dertien camera's uitgebreide analyses van zwemmers en is uniek in Europa. Het Pieter van den Hoogenband Zwemstadion beschikt over drieduizend zitplaatsen.
De prestaties van Pieter van den Hoogenband en Inge de Bruijn in de periode 1996 t/m 2004 maakten het mogelijk het zwemstadion te bouwen. Relatief kort na de opening in 2006 werd in 2008 het EK zwemmen 2008 georganiseerd. Op 7 december 2008, na afloop van de Swim Cup Eindhoven, nam Van den Hoogenband afscheid van de topsport. Hij kreeg de eer zijn naam aan het zwembad te mogen verbinden. Het zwemstadion van Nationaal Zwemcentrum de Tongelreep heette vanaf dat moment Pieter van den Hoogenband Zwemstadion. Met neonlampen prijkt de naam in het stadion.
De volgende grote internationale evenementen zijn in het zwembad georganiseerd:
- de jaarlijkse Swim Cup Eindhoven
- het EK zwemmen in maart 2008
- het IPC WK zwemmen voor gehandicapten in augustus 2010
- het EK kortebaanzwemmen in november 2010
- het EK waterpolo in januari 2012
- het EK schoonspringen en EK synchroonzwemmen in mei 2012
- de Wereldbeker zwemmen 2013 in augustus
- het IPC EK zwemmen voor gehandicapten in augustus 2014
- de Wereldbeker zwemmen 2017 in augustus
- het EK waterpolo vrouwen in januari 2024

PSV Zwemmen en waterpolo maakt gebruik van het zwemstadion Pieter van den Hoogenband.

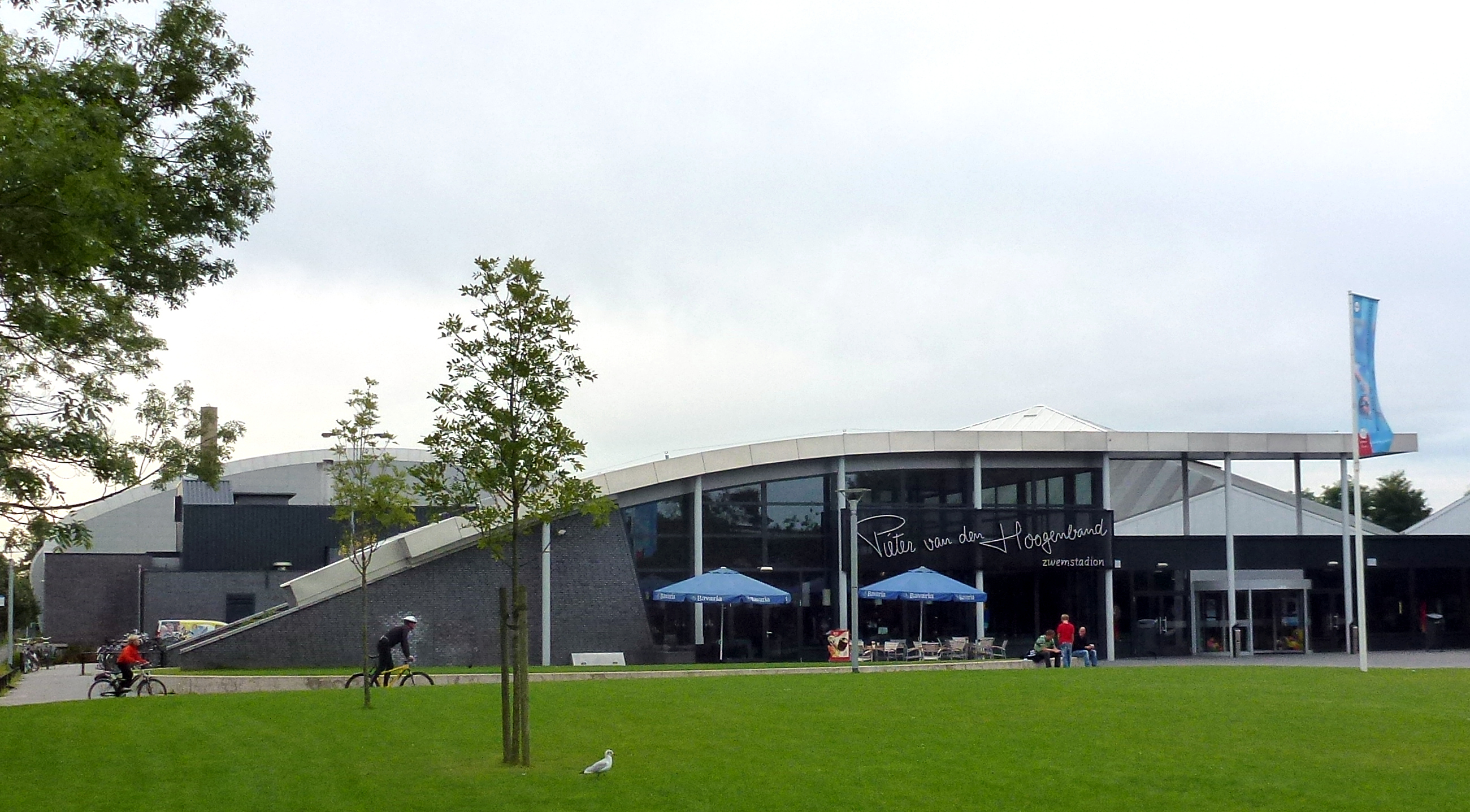
Pieter van den Hoogenband Zwemstadion
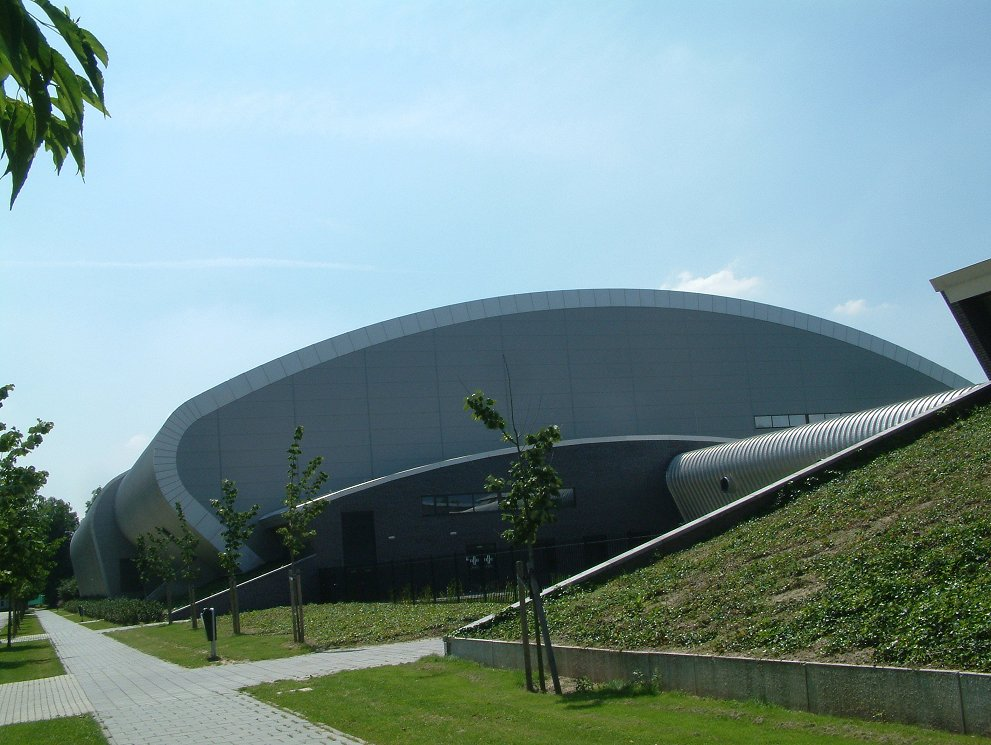
De buitenkant van het 50-meterbad
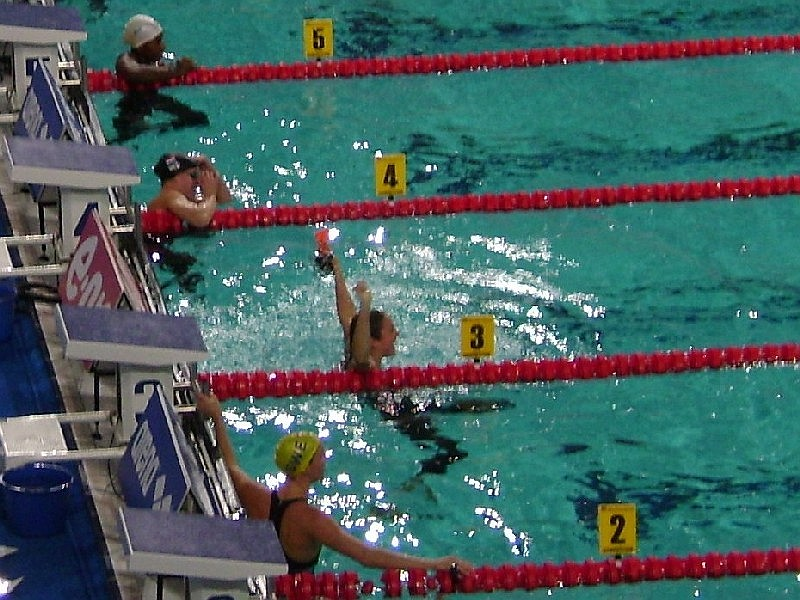
Marleen Veldhuis zwom hier in 2008 een wereldrecord
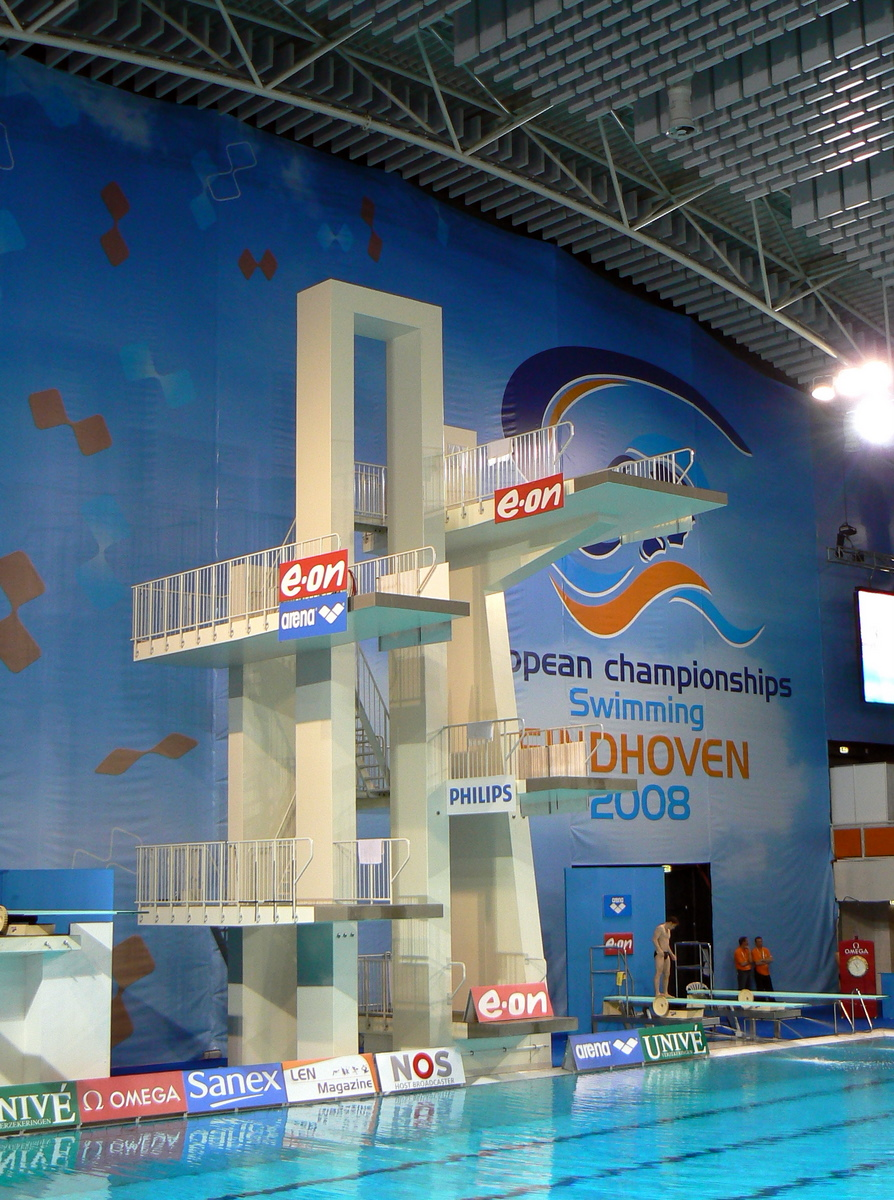
Duiktoren

## Bijzonderheden
In september 2012 werd het SBS6-programma Sterren Springen op Zaterdag rechtstreeks uitgezonden vanuit zwemcentrum de Tongelreep. In het programma moesten diverse bekende Nederlanders hun springkunsten vanaf de duikplanken vertonen. Ook in april 2014 werd dit programma uitgezonden vanuit dezelfde locatie.